# Otis Taylor
Otis (Mark) Taylor (Chicago, Illinois, 1948. július 30. –) amerikai blueszenész, zeneszerző, énekes. Jellemzően pengetős hangszereken játszik: gitár, bendzsó, mandolin, harmonika is megszólal a kezei alatt a koncertjein, albumain. 13 bluesalbumot és számos felvételt adott ki. Zenéje a rideg valóságot mutatja be, különösen a színes bőrű közösség életét dolgozza fel. Témái között gyakran jelenik meg a rasszizmus, a gyilkosság, a nyomor és a feloldozás iránti igény. 2014-ig tizenkét alkalommal jelölték különböző blueszenei díjakra.

## Pályája
Otis (Mark) Taylor Chicagóban született, de még kisgyermekként Denverbe (Colorado) költözött családjával, miután nagybátyját lelőtték. Zeneszerető családban nőtt fel: apja a vasútnál dolgozott, nagyon sok dzsesszmuzsikust ismert, és hatásukra fiából is dzsesszzenészt szeretett volna nevelni. A fiatal Otis gyakran töltötte idejét a Denver Folklore Centerben, ahol fiatalon megtanulta a bendzsó kezelését, és az első hangszerét is ekkor vásárolta. Gyakran lehetett látni, ahogy iskolába menet egykerekűjén egyensúlyozva bendzsózott. Itt, a Folkore Centerben hallotta először Mississippi John Hurtöt és találkozott először a country blueszal.
Hamarosan a gitár és a harmonika felé fordult és még tizenévesként megalapította a Butterscotch Fire Department Blues Band, majd később az Otis Taylor Blues Band nevezetű zenekarait. Rövid ideig Londonban próbált szerencsét, majd a 60-as évek végén visszatért az Egyesült Államokba. A következő projektje a T&O Short Line volt a legendás Deep Purple-énekes/gitáros Tommy Bolinnel. Magas színvonalon zenélt, különböző blueszenekarokban (mint a 4-Nikators és a Zephyr) játszott 1977-ig. Ekkor elhagyta a zenei ipart, hogy más területeken dolgozzon; többek között sikeres karriert épített fel régiségkereskedőként és egy profi kerékpárcsapat edzőjeként is jó eredményeket ért el.
Taylor Kenny Passarelli mentor és basszusgitáros hatására 1995-ben tért vissza a zenéhez. Első fellépése Boulder (Colorado, USA) "Hill" negyedében volt, Kenny Passarelli, és a nagyszerű gitáros, Eddie Turner közreműködésével. A koncertnek olyan visszhangja volt, hogy a folytatás nem is volt kérdés ezek után. Két évvel később megjelent a "Blue Eyed Monster" (Shoelace Music) című korongja, amely még inkább megerősítette, hogy jó úton jár. Az 1998-ban kiadott "When Negroes Walked the Earth" (Shoelace) lemeze ismét növelte népszerűségét (az albumot a Playboy magazin "minimalista blues John Lee Hooker-stílusban" címkével jellemezte), a 2001-ben kiadott White African (NorthernBlues Music) pedig bensőséges üzeneteivel egyenesen lenyűgözte a rajongókat. A dalokban az afroamerikai emberek élettapasztalatai jelentek meg. A korongot dédnagyapjának és a lelőtt nagybátyjának ajánlotta. Az erőszak témája köré építette dalait, a faji kapcsolatokat, a társadalmi igazságtalanságokat jelenítette meg. Ezzel négy W.C. Handy-jelölést szerzett és elnyerte a "Best New Artist Debut" címet is. Épp hogy a "White African" a boltokba került, Taylor elkezdte írni a 2002-es "Respect The Dead" című albumán szereplő dalokat. "Best Acoustic Artist" és "Contemporary Blues Album" jelölést hozott számára 2003-ban. Ugyanebben az évben a "Truth Is Not Fiction" lemezén már az általa "trance-blues"-ként jellemzett hangzással jelent meg. A zenei kritikusok itt sem fukarkodtak a dicséretekkel: az USA Today, a New York Times, a Washington Post, az NPR méltatta, a Downbeat zenei szakértői megszavazták számára a "Blues Album of the Year" (az év bluesalbuma) elismerést. Ezt a lemezt a "Truth with Double V" követte, ahol már producerként is megjelent és lánya, Cassie is énekel és basszusgitározik rajta. A lemezről a Rolling Stone, The New Yorker, Blender magazinok és a CNN is elismerően nyilatkoztak. A Living Blues olvasói Etta Jamesszel közösen a legjobb blueselőadónak ("Best Blues Entertainer") választották 2004-ben.
A Telarc kiadó adta ki "Below the Fold" címmel Taylor hetedik CD-jét 2005 nyarán. Az album különböző, bluesalapú stílusokban megírt számok gyűjteménye, country- és rockzenei behatásokkal. Mély tiszteletet sugároz az Amerikában élő és élt színes bőrű emberek történelme, története iránt. A Paste magazin Taylort John Lee Hooker country-folk verziójaként jellemezte. Az év végére a "Below the Fold" a Chicago Tribune Top 20 listáján a 12. helyre kúszott fel. Otis Taylor munkáiért 2005-ben és 2006-ban két Blues Music Awards jelölést szerzett bendzsó kategóriában.
A 2007-es "Definition of A Circle" albumon a zenész ismét olyan komoly problémákról énekel, mint a Katrina hurrikán túlélőinek küzdelmei ("They Wore Blue") és az európai cigányság sorsa ("Black Mandolin Boogie"). 2008-ban a "Recapturing the Banjo" című albumon a bendzsót, ezt a nyugat-afrikai eredetű hangszert helyezte a középpontba, néhány közismert bluesmuzsikus (Alvin Youngblood Hart, Guy Davis, Corey Harris, Don Vappie, és Keb' Mo') barát tolmácsolásában, közreműködésével. A 2009-es "Pentatonic Wars and Love Songs" stúdióalbumon a szerelem témáját dolgozta fel, de nem a hagyományos értelemben, rózsaszín szemüvegen keresztül, hanem instabil és veszélyes kapcsolatokként jellemezve. A 2010-es "Clovis People Vol 3." olyan népről kapta a nevét, amely már 13 ezer éve kihalt (a régészek nevezték el így azt a népcsoportot, akik után maradt leleteket Pueblónál (Colorado) találták meg), azonban a történetek nagyon mai emberekről szólnak. A 2013-ban szintén a Telarc kiadó által megjelentetett "My World Is Gone" Taylor 13. albuma az észak-amerikai őslakos indián közösség életét, küzdelmeit jeleníti meg és dolgozza fel Mato Nanji indián zenész, gitáros inspirálására és közreműködésével.
Otis Taylor fellépései, lemezkiadásai mellett az utánpótlás-nevelésben is élen jár. A "Writing the Blues" néven futó "Blues az iskolákban" program mentora. Felesége hatására és támogatásával a zenész rendre megjelenik az általános iskoláktól kezdve az egyetemekig, hogy biztassa, mentorálja, tanácsokkal lássa el a fiatalokat a blueszenei karrierrel, próbálkozásokkal kapcsolatban.

## Magánélete
Házas, 1985-től felesége Carol Ellen Bjork. Két lányuk született: Cassie Taylor és Jae Taylor. Taylor idősebb lánya, Cassie több albumán is közreműködött. Édesapjához hasonlóan számtalan hangszeren játszik, többek között basszusgitáron is és emellett vokálozik. Boulderben (Colorado, USA) él.
| - Blue-Eyed Monster (1996) - When Negroes Walked the Earth (1997/újra kiadva: 2000) - White African (2001) - Respect the Dead (2002) - Truth Is Not Fiction (2003. június 24., Telarc International) - Double V (2004. április 27., Telarc International) - Below the Fold (2005. augusztus 23., Telarc International) - Definition of a Circle (2007. február 27., Telarc International) - Recapturing the Banjo (2008. február 5., Telarc International) - Pentatonic Wars and Love Songs (2009. június 23., Telarc International) - Clovis People, Vol. 3 (2010. május 11., Telarc International) - Contraband (2012. február 13., Telarc International) - My World Is Gone (2013. február 12.) | - Scramin' and Hollerin' the Blues, Shanachie, 2000 - Get the Blues, NARM, 2001 - The Future of the Blues, Northern Blues, 2002 - The Blues Foundation Presents Blues Greats, Blues Foundation, 2002 - Beyond Mississippi, Manteca, 2002 - Harley Davidson Roadhouse Blues, The Right Stuff 2002 - Roadhouse Blues, Capital, 2003 - Exile on Blues Street, Telarc International, 2003 - Blues Music Awards, The Blues Foundation, 2007 |

## Filmek
- Több száma megjelent a The Badge című filmben 2002-ben (Indíték: előítélet; Billy Bob Thornton főszereplésével)
- 2005-ben Purvis of Overtown című film zenéjét Otis Taylor szerezte
- 2007-bena Orvlövész (Shooter) című film zenéjeként a „Nasty Letter” című szám jelent meg a 2003-as „Truth Is Not Fiction” című albumról
- 2009-ben Michel Mann rendező Közellenségek (Public Enemies) c. filmjében két Otis Taylor dal is feltűnik: a „Ten Million Slaves” és a „Nasty Letter”.
- 2009-ben Louis Gossett Jr., Lauren Holly, és William Devane filmjében, a The Least Among You-ban szintén feltűntek Otis Taylor dalai

## Díjak, elismerések
- 2002: A Down Beat magazin zenei kritikusainak szavazásán a "Truth is Not Fiction" albuma lett az év blues zenei cd-je ("Blues CD of the Year for 2002").
- 2004: A Living Blues olvasói szavazásán Taylor (Etta James-szel karöltve) elnyerte a legjobb blues zenei előadó címet ("Best Blues Entertainer")
- 2005: A Down Beat magazin szavazásán a "Double V as Blues" korong lett az év albuma 2005-ben.
- 2007: A Down Beat magazin szavazásán a "Definition of a Circle" lett a 2007. év blues zenei CD-je ("Blues CD of the Year for 2007)
- 2008: A Down Beat magazin szavazásán a "Recapturing the Banjo" lett a 2008. év blues zenei CD-je ("Blues CD of the Year, 2008")
- 2009. május: Taylor lett a Blues Music Award győztese (bendzsó)

## Fordítás
- Ez a szócikk részben vagy egészben  az   Otis Taylor (musician) című angol Wikipédia-szócikk fordításán alapul.  Az eredeti cikk szerkesztőit annak laptörténete sorolja fel. Ez a jelzés csupán a megfogalmazás eredetét és a szerzői jogokat jelzi, nem szolgál a cikkben szereplő információk forrásmegjelöléseként.